# 大海川
大海川（おおみがわ）は、石川県を流れ日本海に注ぐ二級河川。

## 地理
石川県羽咋郡宝達志水町の宝達山の南麓に源を発し南へ流れ、河北郡津幡町字牛首付近で北西に向きを変える。かほく市を経て、宝達志水町免田で日本海に注ぐ。

## 歴史
河川の名称は、古代の能登国羽咋郡大海郷（おおみごう）及び中世の大泉庄（おおしみずしょう）と関連するとされる。近くには、弥生時代の高地性集落の大海西山遺跡があり、竪穴建物が復元されている。

### 災害
- 1948年（昭和23年）7月25日 - 集中豪雨により大海川が増水。橋が流される[1]。

## 流域に存する市町村（都道府県）
石川県
羽咋郡宝達志水町、河北郡津幡町、かほく市、羽咋郡宝達志水町